# دوقات سبوليتو
كان دوقات سبوليتو حكام دوقية سبوليتو ومعظم وسط إيطاليا خارج الولايات البابوية خلال العصور الوسطى المبكرة والعليا (تقريبًا 500-1300). عين الدوقات لأول مرة من قبل ملك لومبارد، لكنهم كانوا مستقلين من الناحية العملية. واصل الكارولنجيون سياسة اللومبارد بتعيين الدوقات وهو ما فعلته الإمبراطورية الرومانية المقدسة أيضًا. في القرن الثاني عشر، كان دوقات سبوليتو أهم التابعين الإمبراطوريين في إيطاليا.
حملوا عادة لقب دوق ومرغريف كونهم حكام سبوليتو وكاميرينو.

## قائمة الدوقات

### الهيمنة اللومباردية
- Faroald I 570-592
- Ariulf 592-602
- Theodelap 602-650
- Atto 650-665
- Thrasimund I 665-703
- Faroald II 703-724
- Thrasimund II 724-739, first time
- Hilderic 739-740
- Thrasimund II 740-742, second time
- Agiprand 742-744
- Thrasimund II 744-745, third time
- Lupus 745-752
- Unnolf 752
- أيستولف ملك اللومبارد 752-756
- راتكيس ملك اللومبارد 756-757
- Alboin 757-759
- ديسيديريوس ملك اللومبارد 758-759
- Gisulf 758-763
- Theodicius 763-773
- Hildeprand 774-788

### هيمنة الفرنجة
- Winiges 789-822
- Suppo I 822-824
- Adelard 824
- Mauring 824
- Adelchis I 824-834
- Lambert of Nantes 834-836
- Berengar 836-841
- Vito I or Guy I 842-859
- Lambert I 859-871
- Suppo II 871-876
- Lambert I 876-880
- Guy II 880-883
- غاي الثالث من سبوليتو 883-894
- لامبيرت الثاني 894-898
- Guy IV 895-898
- Alberic I 898-922
- Boniface I 923-928
- Peter 924-928
- Theobald I 928-936
- Anscar 936-940
- Sarlione 940-943
- Hubert 943-946
- Boniface II 946-953
- Theobald II 953-959
- Thrasimund III 959-967
- باندولف الرأس الحديدي 967-981
- Landulf 981-982
- Thrasimund IV 982-989
- Hugh I the Great 989-996 (also Margrave of Tuscany)
- Conrad 996-998
- Adhemar 998-999
- Romanus 1003-1010
- Rainier 1010-1020
- Hugh II 1020-1035
- Hugh III 1036-1043

### هيمنة التوسكان
- Boniface III 1043-1052 (also Margrave of Tuscany)
- Frederick 1052-1055 (also Margrave of Tuscany)
  - Beatrice of Bar, 1052-1055 (regent as mother of Frederick and Mathilda)
  - Godfrey the Bearded, Duke of Lower Lorraine, 1053-1055 (regent as husband of Beatrice and step-father to Frederick and Matilda)

to the papacy 1056-1057
- ماتيلدي, 1057-1082 (also Margravine of Tuscany)
  - Godfrey the Bearded, Duke of Lower Lorraine 1057-1069 (also regent of Tuscany)
  - خودفري الرابع، دوق لورين السفلى, 1069-1076 (also regent of Tuscany)
- Rainier II 1082-1086
- ماتيلدي, 1086-1093 (also Margravine of Tuscany)
- Werner II 1093-1119
- Conrad von Scheiern, 1120-1127 (also Margrave of Tuscany)
- Engelbert III of Sponheim, 1135-1137 (also Margrave of Tuscany)
- هاينريش العاشر, 1137-1139 (also Margrave of Tuscany)
- Ulrich of Attems, 1139-1152 (imperial vicar of Tuscany and Spoleto)
- Welf VI, 1152-1160 (also Margrave of Tuscany)
- Welf VII, 1160-1167 (also Margrave of Tuscany)
- Welf VI, 1167-1173 (also Margrave of Tuscany)
- Ridelulf 1173-1183
- Conrad I 1183-1190, first time
- Pandulf II 1190-1195
- Conrad I 1195-1198, second time

### الهيمنة البابوية
- Henry 1205
- Diepold 1209-1225
- Rainald 1223-1230, first time
- Conrad II 1227-1267
- Berthold 1251-1276
- Rainald 1251-1276, second time
- Blasco Fernández assassinated 1367
- Guidantonio I da Montefeltro 1419-1443
- Franceschetto Cybo c. 1503-1519

## أفراد العائلة الحاكمة الإيطالية
- أمير أيمون، دوق أوستا 1904-1948